# المجالسي (تراث شعبي)
المجالسي هو فن من الفنون الفلكلورية التي تمارس في المناطق الجبلية والساحلية في منطقة مكة المكرمة (غرب السعودية)، وهو قريب من فن الحدري الشهير في المنطقة، إلا أنه يختلف عنه بترديد الجالسين بعد المغني الشطر الثاني أو الرابع من القصيدة، فيما يسمى بـ"القفلة". واسم المجالسي مشتق من كيفية أدائه، حيث يؤدى جلوساً، بدون استخدام أي آلالات إيقاعية أو موسيقية.

## خلفية
يعد فن المجالسي، فناً خفيفاً، لا يتطلب الوقوف ولا تنظيم الصفوف، وعادة ما تحضر أغراض الشعر المختلفة في فن المجالسي كالغزل، والمدح. ومن قصائده العزلية: 
ريم ما يرحم على المولى جزاه.. راعي عيون كحلها بالحيل سايح

لد بعيونه وصوبها وراح.. ليه يالمجمول يا سيد الملاح
ومن قصائده التي تصور التجارب الشخصية:

تهيض خاطري قبل الغروبِ  وفي قليبي كما نار الشبوبِبغيت أمشي وضيعت الدروبي  وقمت ارمي بها في كل حالي
وأنا قدام للطرفة بصير  وأحير كني أعمى وأستديرِ
كما اللي طايح في قعر بيرِ  بعد مدوه في رمث الحبالي

1. 
2. 
3. 